# Xénomédès de Céos
Xénomédès de Céos (en grec ancien Ξενομήδης), un est un logographe grec de la première moitié du Ve siècle av. J.-C.

## Biographie
Il était originaire de l'île de Céos, dans la mer Égée. Denys d'Halicarnasse le situe avant Thucydide, le faisant contemporain d'Hellanicos de Lesbos, de Damastès de Sigée et de Xanthos de Lydie.

## Œuvre
Xénomédès est l'auteur d'une histoire en prose de son île natale, parfois transmise sous le titre de Céia. Callimaque le cite comme la source de l'histoire d'Acontios et Cydippe dans ses Aitia (Causes). Il est également cité par quelques lexicographes et auteurs de scholies. Les fragments conservés montrent son intérêt pour les origines et les fondations de villes, les explications étiologiques et les récits mythologiques.

## Éditions
- Jenkins F.W., “Xenomedes of Keos”, BNJ 442
- Fowler, Early greek mythography, T1, Oxford, 2000, p. 370-374
- Müller K., Fragmenta historicorum Graecorum, T2, Didot, 1848, p. 43